# Scaphoideus rufomaculatus
Scaphoideus rufomaculatus är en insektsart som beskrevs av Kuoh 1986. Scaphoideus rufomaculatus ingår i släktet Scaphoideus och familjen dvärgstritar. Inga underarter finns listade i Catalogue of Life.